# Massimiliano Blardone
Pour les articles homonymes, voir Blardone.
Massimiliano Blardone, né le 26 novembre 1979 à Domodossola, est un skieur alpin italien, s'illustrant uniquement en slalom géant. Au cours de sa carrière, il a participé à trois olympiades en 2002, 2006 et 2010, où sa meilleure performance est une 8e place en géant en 2002, il a également participé à sept éditions des Championnats du monde entre 2001 et 2013) où son meilleur résultat est une 5e place en géant en 2001, enfin en Coupe du monde il y a remporté sept victoires (Adelboden, Alta Badia trois fois, Beaver Creek, Bad Kleinkirchheim et Crans Montana) et monté sur un podium à vingt-cinq reprises, tous en géant.

## Biographie
Né à Domodossola, il grandit à Pallanzeno. Il participe à sa première course FIS le 21 décembre 1994 à Bormio avec un slalom puis doit attendre le 14 décembre 1998 soit quatre ans pour participer à une épreuve de Coupe d'Europe à Welschnofen (38e). Il participe lors de la saison 1999 aux Championnats du monde junior à Pra Loup-Le Sauze, 9e de la descente, 26e du super G, 11e du slalom géant, il termine cet évènement par un titre de champion du monde junior de slalom. Derrière une hernie discale l'éloigne une année entière de la compétition, Blardone en profite pour récupérer et acquérir de la masse musculaire.
Il revient donc pour la saison 2001, où il intègre l'équipe nationale de la Coupe du monde, il prend part à la première course avec le géant de Sölden où il prend la 20e place. En décembre 2000, il réussit son premier top 10 en Coupe du monde en géant à Chamonix avec une 6e place, performance qu'il réédite à Adelboden, ajoutée à une 27e place en slalom à Madonna di Campiglio qui lui permet d'être sélectionné pour les Championnats du monde 2001 de Sankt Anton pour les épreuves de slalom et de géant. Lors du géant, il prend finalement la 5e place après avoir réalisé le meilleur temps de la seconde manche, en revanche en slalom après s'être qualifié en seconde manche, il y abandonne dans cette dernière. Il termine la saison avec une 8e place à Åre en géant.
Lors de la saison 2002, il se rapproche d'un podium en Coupe du monde avec une 4e place à Val d'Isère début décembre 2001 à trois centièmes seulement du troisième Stephan Eberharter, performance rééditée à Adelboden début janvier à 28 centièmes du troisième Fredrik Nyberg, en revanche il ne parvient à aucune reprise à se classer dans les épreuves de slalom (six slaloms disputés). Il est sélectionné aux Jeux olympiques d'hiver de 2002 à Salt Lake City uniquement pour l'épreuve du géant, il s'y classe en seconde position lors de la première manche derrière Eberharter mais ne réalise que le 17e temps de la seconde manche qui le contraint à être rétrogradé en 8e position doublé par Bode Miller, Lasse Kjus, Benjamin Raich, Christoph Gruber, Bjarne Solbakken et Kjetil André Aamodt.
Pour la saison 2003, Blardone ne dispute que les géants en Coupe du monde, il réalise quatre top 10 (7e à Sölden, 4e à Park City, 5e à Alta Badia et 8e à Adelboden) avant de disputer les Championnats du monde 2003 de Saint-Moritz. Lors de ces Mondiaux, il abandonne dans la première manche du géant et rentre bredouille. Il termine la saison avec une 7e place à Yongpyong et une 11e à Lillehammer ce qui lui permet de terminer à la 5e place du classement du géant. En 2004, comme la saison précédente, il ne prend part qu'aux géant en Coupe du monde, il réalise deux podiums à Flachau (2e derrière Raich) puis à Adelboden (2e derrière Kalle Palander). Il effectue une saison régulière et termine à la 3e place du classement du géant derrière Miller et Palander. En 2005, il monte dès le premier géant sur le podium avec une 2e place à Sölden derrière Miller, il participe ensuite à un super G (son seul de l'année avec une 41e place) puis à deux géants avec des performances moyennes, il réalise alors un top 10 avec une 7e place à Alta Badia, avant de remporter sa première victoire en Coupe du monde à Adelboden devant Miller et Palander. Il arrive avec un statut de favori aux Championnats du monde accompagné de Miller, Thomas Grandi, Raich et Palander. Il prend la 5e place de la première manche dominée par Daron Rahlves devant Hermann Maier, Jean-Philippe Roy et Palander. Mais, Blardone rate complètement sa seconde manche pour faire le 29e temps et terminer à une 20e place bien loin de ses ambitions. Il finit la saison avec une 4e place à Kranjska Gora et une 9e à Lenzerheide pour échouer à la 5e place du classement du géant.
Pour la saison 2006, Blardone axe toute sa préparation sur les prochains Jeux olympiques d'hiver de 2006 qui se déroulent à Turin. Il participe à tous les géants, y remporte sa seconde victoire en Coupe du monde de sa carrière à Alta Badia devant son compatriote Davide Simoncelli et François Bourque et monte sur un podium au géant de Kranjska Gora (2e derrière Raich). Aux JO de 2006, il se présente en géant mais également en super G. Dans cette dernière, il ne prend que la 29e place. En géant, il se présente de nouveau parmi les favoris avec Raich, Maier, Miller et Palander. Il finit 8e de la première manche à une demi-seconde du premier Bourque puis recule finalement de trois places avec une 11e place (17e temps de la seconde manche). C'est une nouvelle déception pour lui lors d'un grand rendez-vous bien qu'il y soit le meilleur Italien. Il termine l'année avec deux nouveaux podiums à Yongpyong (2e derrière Simoncelli) et Åre (2e derrière Raich). Il signe son meilleur classement de géant avec une seconde place derrière Raich qui le devance de 39 points.
Lors de la saison 2007, il remporte son troisième succès en Coupe du monde avec le géant de Beaver Creek devançant Aksel Lund Svindal de 4 centièmes et Ted Ligety de 7 centièmes. Il fait une sixième place à Hinterstoder puis une seconde place à Adelboden derrière Raich. Il participe alors aux Championnats du monde d'Åre. Il prend la seizième place du super G, remporté par son compatriote Patrick Staudacher. En géant, il fait partie des favoris mais sort dès la première manche. Il se reprend en Coupe du monde au géant de Kranjska Gora avec une troisième place derrière Raich et Bourque puis une deuxième place à Lenzerhaide derrière Svindal. Il termine de nouveau à la deuxième place du classement du géant mais derrière Svindal cette fois-ci. En 2008, après une quatrième place à Beaver Creek, il remporte son quatrième succès de sa carrière avec le géant de Bad Kleinkirchheim devant Manfred Moelgg et Ligety, connaît qu'un seul autre podium cette saison à Kranjska Gora (3e derrière Ligety et Moelgg) et termine l'année à la 6e place du géant.
En 2009, après un début de saison compliqué, il signe deux podiums, le premier à Val d'Isère (2e derrière Carlo Janka) et le second à Adelboden (2e derrière Raich), il court le géant des Championnats du monde de Val d'Isère, qu'il termine au 5e rang loin du vainqueur Carlo Janka. Il conclut la fin de saison en dents de scie malgré un podium à Kranjska Gora (3e derrière Ligety et Cuche) et termine sans victoire (première depuis 2004) à la 4e place du classement général en géant. À l'été 2009, Blardone change de sponsor, passant de Rossignol à Salomon.
En 2010, Blardone après un début de saison mitigé (4e place à Soelden et abandon à Beaver Creek) renoue avec les podiums en décembre à Val d'Isère (2e derrière le jeune autrichien Marcel Hirscher de dix ans son cadet) mais surtout avec la 5e victoire de sa carrière à domicile lors du géant d'Alta Badia réalisant le doublé comme en 2006 sur le même géant devant son compatriote Davide Simoncelli et le français Cyprien Richard et lui permettant de se repositionner à la lutte pour le classement général de la discipline.
L'Italien reprend la compétition seulement un mois plus tard lors des deux géants de Kranjska Gora (le second géant est une reprise de celui d'Adelboden annulé début Janvier) qu'ils terminent aux 9e et 4e rangs. Il s'aligne en février pour ses troisièmes jrux olympiques à Vancouver, sur la piste de Whistler. Placé en embuscade après la première manche (4e à seulement 20 centièmes de la 1re place) Blardone rétrogradera à la 11e place finale ne réalisant que le 23e temps de la seconde manche loin derrière le vainqueur Carlo Janka. Encore en lice pour le globe du géant (à la 2e place du classement à moins de 50 points de Ligety) au moment d'aborder la dernière course de la saison à Garmisch l'italien voit ses espoirs réduits à néant sur une faute d'intérieur et termine une saison frustrante à la 5e place du classement général du géant.
En 2010-2011, il est aperçu sur un seul podium à Val d'Isère (3e derrière Ligety et Svindal) et de quelques top 10 en début de saison. Blardone aborde les Championnats du monde 2011 à Garmisch fragilisé par des douleurs dorsales. Il termine le géant en 30e position sans faire illusion, à plus de 3 secondes du vainqueur Ted Ligety. Il termine sa saison par une 10e place au géant de Kranjska Gora le positionnant à la 8e place finale du classement général du géant (son plus mauvais classement depuis 2002).
Âgé de 31 ans, il perd sa place dans le sommet de la hiérarchie au début de la saison 2011-2012. En effet, depuis Sölden, il ne s'élance plus dans les 7 premiers dossards (première depuis 2004) et enchaîne les contre-performances sur les 3 premières courses (18e à Sölden, 26e et abandon lors des 2 géants à Beaver Creek). C'est le géant à domicile d'Alta Badia qui marquera le retour au premier plan de l'Italien. 6e à l'issue du premier tracé malgré son dossard 19, à une seconde de Ligety Blardone s'impose pour la 6e fois de sa carrière grâce au 2e temps du second tracé devant les Autrichiens Hannes Reichelt et Philipp Schörghofer, pour offrir la première victoire à son pays en ski alpin cette saison S'ensuit une série de podiums (3e à Adelboden derrière Hirscher et Raich, 2e à Bansko derrière Hirscher, avec en point d'orgue la 7e victoire de sa carrière lors du géant de Crans Montana devant Marcel Hirscher et Hannes Reichelt. Cette série sera stoppée par une 4e place à Kranjska Gora. Il termine à la 3e place du classement final du géant à la suite de son abandon lors des Finales à Schladming sur la piste des futurs mondiaux.
Sur ces mondiaux de Schladming en 2013, il échoue aux portes du top dix avec une onzième place au slalom géant. Il s'agit de sa dernière compétition internationale majeure de Blardone, car il ne fait pas partie de la sélection italienne pour les Jeux olympiques de Sotchi 2014 et les Championnats du monde 2015. Depuis sa septième place aux Finales de Lenzerheide en mars 2013, il est absent du top dix qu'il retrouve seulement en décembre 2015 au slalom géant parallèle d'Alta Badia, où il rejoint les quarts de finale (sixième). Ensuite sur sa prochaine course, en février 2016, il accroche son ultime podium dans la Coupe du monde sur le slalom géant de Naeba, où il arrive troisième devant notamment Henrik Kristoffersen et derrière deux Français. Blardone ne retourne plus à ce niveau de performance sur les cinq courses suivantes, qui le voit terminer hors du top dix.
Il prend alors sa retraite sportive.

## Palmarès

### Jeux olympiques d'hiver
| Épreuve / Édition | Salt Lake City 2002 | Turin 2006 | Vancouver 2010 |
| Slalom géant      | 8e                  | 11e        | 11e            |
| Super G           | -                   | 29e        | -              |

### Championnats du monde
| Épreuve / Édition | Pra Loup 1999 (junior) | Sankt Anton 2001 | Saint-Moritz 2003 | Bormio 2005 | Åre 2007 | Val d'Isère 2009 | Garmisch-P. 2011 | Schladming 2013 |
| Descente          | 9e                     | -                | -                 | -           | -        | -                | -                | -               |
| Slalom            | Or                     | Abandon          | -                 | -           | -        | -                | -                |                 |
| Slalom géant      | 11e                    | 5e               | Abandon           | 20e         | Abandon  | 5e               | 30e              | 11e             |
| Super G           | 26e                    | -                | -                 | -           | 16e      | -                | -                | -               |

### Coupe du monde
- Meilleur classement général : 17e en 2006.
- Meilleur classement en géant : 2e en 2006 et 2007.
- 25 podiums (tous en slalom géant), dont 7 victoires.

#### Détail des victoires
| Édition / Épreuve | Slalom géant             |
| 2005              | Adelboden                |
| 2006              | Alta Badia               |
| 2007              | Beaver Creek             |
| 2008              | Bad Kleinkirchheim       |
| 2010              | Alta Badia               |
| 2012              | Alta Badia Crans-Montana |

#### Classements en Coupe du monde
| Année/Classement | Année/Classement | Général | Général | Descente | Descente | Slalom | Slalom | Slalom géant | Slalom géant | Super G | Super G | Combiné | Combiné |
| ---------------- | ---------------- | ------- | ------- | -------- | -------- | ------ | ------ | ------------ | ------------ | ------- | ------- | ------- | ------- |
| Année/Classement | Année/Classement | Class.  | Points  | Class.   | Points   | Class. | Points | Class.       | Points       | Class.  | Points  | Class.  | Points  |
| 2001             | 2001             | 40e     | 189     | -        | -        | 54e    | 4      | 9e           | 185          | -       | -       | -       | -       |
| 2002             | 2002             | 44e     | 182     | -        | -        | -      | -      | 12e          | 182          | -       | -       | -       | -       |
| 2003             | 2003             | 36e     | 249e    | -        | -        | -      | -      | 5e           | 249          | -       | -       | -       | -       |
| 2004             | 2004             | 35e     | 266     | -        | -        | -      | -      | 3e           | 266          | -       | -       | -       | -       |
| 2005             | 2005             | 23e     | 345     | -        | -        | -      | -      | 5e           | 345          | -       | -       | -       | -       |
| 2006             | 2006             | 17e     | 442     | -        | -        | -      | -      | 2e           | 442          | -       | -       | -       | -       |
| 2007             | 2007             | 20e     | 390     | -        | -        | -      | -      | 2e           | 380          | 44e     | 7       | 49e     | 3       |
| 2008             | 2008             | 35e     | 275     | -        | -        | -      | -      | 6e           | 275          | -       | -       | -       | -       |
| 2009             | 2009             | 28e     | 325     | -        | -        | -      | -      | 4e           | 325          | -       | -       | -       | -       |
| 2010             | 2010             | 23e     | 309     | -        | -        | -      | -      | 5e           | 309          | -       | -       | -       | -       |
| 2011             | 2011             | 52e     | 151     | -        | -        | -      | -      | 8e           | 151          | -       | -       | -       | -       |
| 2012             | 2012             | 26e     | 408     | -        | -        | -      | -      | 3e           | 408          | -       | -       | -       | -       |
| 2013             | 2013             | 46e     | 160     | -        | -        | -      | -      | 13e          | 160          | -       | -       | -       | -       |
| 2014             | 2014             | 83e     | 54      | -        | -        | -      | -      | 27e          | 54           | -       | -       | -       | -       |
| 2015             | 2015             | 107e    | 34      | -        | -        | -      | -      | 29e          | 34           | -       | -       | -       | -       |
| 2016             | 2016             |         | 164     | -        | -        | -      | -      | 16e          | 164          | -       | -       | -       | -       |

### Jeux mondiaux militaires d'hiver
| Épreuve / Édition        | Vallée d'Aoste 2010 | Annecy 2013 |
| Slalom géant             | 3e                  | 2e          |
| Slalom géant par équipes | -                   | Or          |
| Slalom                   | 4e                  | -           |
| Slalom par équipes       | Or                  |             |

### Championnats d'Italie
- Vainqueur du slalom géant en 2001.

## référence
1. ↑  (en) Blardone skips to Salomon, sur skiracing.com
2. ↑  (en) Blardone takes Gran Risa giant slalom, sur cbc.ca
3. ↑  (en) , sur fis-ski.com